# 라우더 댄 밤즈
《라우더 댄 밤즈》(영어: Louder Than Bombs)는 2015년 개봉한 드라마 영화이다. 요아킴 트리에르가 감독과 공동각본을 맡았으며, 트리에가 연출을 맡은 첫 번째 영어 작품이다. 2015 칸 영화제 황금종려상 경쟁후보이다.

## 출연

### 주연
- 제시 아이젠버그
- 이자벨 위페르
- 가브리엘 번
- 데빈 드루이드

### 조연
- 에이미 라이언
- 루비 제린스
- 데이빗 스트라탄
- 레이첼 브로스나한
- 러셀 포스너
- 피터 마크 켄달
- 레슬리 라일즈
- 카트리나 E. 퍼킨스

## 기타
- 총괄프로듀서: 마이클 B. 클라크
- 총괄프로듀서: 에밀리 조르쥬
- 프로듀서: 조슈아 아스트라컨
- 프로듀서: 앨버트 버거
- 프로듀서: 알렉상드르 말레가이
- 공동프로듀서: 보 이어하트
- 라인프로듀서: 캐스린 딘